# IZ*ONE
IZ*ONE (koreanisch 아이즈원, japanisch アイズワン) war eine südkoreanisch-japanische Girlgroup der dritten K-Pop-Generation, die 2018 von CJ E&M gegründet wurde. Die Gruppe wurde in der Mnet-TV-Show „Produce 48“ zusammengestellt und war als temporäre Gruppe geplant, die für 2,5 Jahre zusammen blieb. Gemanagt wurde die Gruppe von Off the Record Entertainment und Swing Entertainment in Südkorea und von Vernalossom (ehemals AKS), der Agentur der Girlgroup AKB48, in Japan.
IZ*ONE debütierte offiziell am 29. Oktober 2018 mit der EP Color*Iz. Der offizielle Fanclub-Name der Gruppe lautet „WIZ*ONE“.

## Geschichte

### Entstehung
IZ*ONE entstand in der Castingshow „Produce 48“. Produce 48 war die dritte Staffel der Mnet TV-Show „Produce 101“. Staffel 1 und 2 von Produce 101 wurden 2016 und 2017 gesendet und brachten die Gruppen I.O.I und Wanna One hervor. Neu an dieser Staffel war nicht nur der Name, sondern auch, dass die 96 Teilnehmerinnen aus südkoreanischen Trainees und aus Mitgliedern der japanischen Girlgroup AKB48 und deren Schwestergruppen bestanden. Bekannte südkoreanische Teilnehmerinnen waren, neben anderen, Lee Chae-yeon (bekannt durch ihre Teilnahme an „K-Pop Star 3“ und „Sixteen“), Jang Gyuri (Mitglied der Girlgroup Fromis 9), Kim Min-ju (bekannt als Schauspielerin), Park Min-ji und Kim Si-hyeon (beide Teilnehmerinnen an der ersten Staffel von „Produce 101“). Produce 48 wurde von 15. Juni bis 31. August 2018 ausgestrahlt. Im Finale am 31. August belegten Jang Won-young, Miyawaki Sakura, Jo Yu-ri, Choi Ye-na, Ahn Yu-jin, Yabuki Nako, Kwon Eun-bi, Kang Hye-won, Honda Hitomi, Kim Chae-won, Kim Min-ju and Lee Chae-yeon die ersten zwölf Plätze und wurden Mitglieder von IZ*ONE.
Am 21. September wurde bekannt gegeben, dass die neu gegründete Agentur Off the Record Entertainment das Management von IZ*ONE übernehmen werde. Ursprünglich stand die Gruppe bei Pledis Entertainment und Stone Music Entertainment unter Vertrag.
Off the Record Entertainment gab am 24. September bekannt, dass die drei japanischen Mitglieder Miyawaki Sakura, Yabuki Nako und Honda Hitomi bis zur Auflösung von IZ*ONE im April 2021 sämtliche Aktivitäten für ihre Gruppen AKB48 und HKT48 einstellen werden. Davor werden die drei Mädchen allerdings noch eine letzte Single mit AKB48 aufnehmen, die am 28. November erscheinen soll.
Am 15. Oktober startete die Realityshow „IZ*ONE CHU“ bei Mnet, die die Gruppe bei der Vorbereitung auf ihr Debüt zeigt. Die Serie soll wöchentlich bis zum 15. November ausgestrahlt werden.
Nach dem Auslaufen ihres Vertrags löste sich IZ*ONE am 29. April 2021 auf.

### 2018–2021: Debüt in Südkorea und Japan
IZ*ONE debütierte offiziell am 29. Oktober 2018 mit der EP Color*Iz und der Single La Vie en Rose. Während der Debüt-Veranstaltung in der Olympic Hall in Seoul gab die Gruppe auch den Namen ihres offiziellen Fanclubs bekannt: „WIZ*ONE“. Color*Iz verkaufte sich in den ersten 24 Stunden mehr als 34.000 Mal und stellte damit einen neuen Rekord auf für die meisten Verkäufe eines Debüt-Albums am ersten Tag. Color*Iz schaffte es auf Platz 2 der Gaon Charts und konnte in Japan sogar Platz 1 der Oricon Album Charts erreichen. Am 8. November, nur zehn Tage nach ihrem Debüt, konnte die Gruppe ihren ersten Sieg bei einer Musikshow erzielen. Am 6. Dezember gab Off the Record Entertainment bekannt, dass IZ*ONE sich auf ihr Debüt am 6. Februar 2019 in Japan vorbereiten würden. Dazu habe die Gruppe einen Vertrag mit EMI Records in Japan unterschrieben.
Am 6. Februar 2019 debütierte IZ*ONE offiziell in Japan mit der Single Suki to Iwasetai (好きと言わせたい) und stellte auch dort mit 193.469 Einheiten einen neuen Rekord für die meisten Verkäufe einer K-Pop Girlgroup am ersten Tag auf. Suki to Iwasetai wurde einen Monat später von der Recording Industry Association of Japan (RIAJ) mit Platin ausgezeichnet.
Am 1. April veröffentlichte die Gruppe ihre zweite EP Heart*Iz zusammen mit der Single Violeta (비올레타) in Südkorea. Off the Records Entertainment teilte am 29. März mit, dass bis zum 28. März bereits mehr als 200.000 Vorbestellungen für Heart*Iz registriert wurden.

## Mitglieder
| Name                        | Geburtstag (Alter)      | Agentur                   | Position                                | Mitgliedsfarbe | Mitgliedsfarbe |
| --------------------------- | ----------------------- | ------------------------- | --------------------------------------- | -------------- | -------------- |
| Kwon Eun-bi (권은비)        | 27. September 1995 (29) | Woollim Entertainment     | Leader, Main Dancer, Lead Vocalist      |                | Lila           |
| Miyawaki Sakura (宮脇 咲良) | 19. März 1998 (27)      | AKS (HKT48)               | Vocalist, Rapper                        |                | Pastel Pink    |
| Kang Hye-won (강혜원)       | 5. Juli 1999 (26)       | 8D Creative               | Lead Rapper, Vocalist                   |                | Korallen       |
| Choi Ye-na (최예나)         | 29. September 1999 (25) | Yuehua Entertainment      | Main Rapper, Lead Vocalist, Lead Dancer |                | Gelb           |
| Lee Chae-yeon (이채연)      | 11. Januar 2000 (25)    | WM Entertainment          | Main Dancer, Lead Vocalist, Lead Rapper |                | Blue-mint      |
| Kim Chae-won (김채원)       | 1. August 2000 (24)     | Woollim Entertainment     | Lead Vocalist, Lead Dancer              |                | Mint           |
| Kim Min-ju (김민주)         | 5. Februar 2001 (24)    | Urban Works               | Lead Rapper, Vocalist                   |                | Weiß           |
| Yabuki Nako (矢吹 奈子)     | 18. Juni 2001 (24)      | AKS (HKT48)               | Vocalist                                |                | Himmelblau     |
| Honda Hitomi (本田 仁美)    | 6. Oktober 2001 (23)    | AKS (AKB48)               | Lead Dancer, Vocalist, Rapper           |                | Pfirsich       |
| Jo Yu-ri (조유리)           | 22. Oktober 2001 (23)   | Stone Music Entertainment | Main Vocalist                           |                | Orange         |
| Ahn Yu-jin (안유진)         | 1. September 2003 (21)  | Starship Entertainment    | Lead Vocalist, Lead Dancer              |                | Blau           |
| Jang Won-young (장원영)     | 31. August 2004 (20)    | Starship Entertainment    | Lead Dancer, Vocalist, Rapper, Center   |                | Pink           |

## Aktivitäten der Mitglieder nach IZ*ONE
(Stand 16. Oktober 2024)
Kwon Eun-bi gab am 24. August 2021 ihr Solo-Debüt als Sängerin unter dem Künstlernamen Eunbi. Sie betätigt sich auch als Moderatorin. Am 8. Dezember 2023 wurde veröffentlicht, dass Eunbi im Herbst 2024 ihr Debüt als Filmschauspielerin geben würde.
Miyawaki Sakura hat den Künstlernamen Sakura angenommen und steht seit dem 14. März 2022 bei Source Music unter Vertrag. Sakura debütierte am 2. Mai 2022 als Mitglied von Le Sserafim.
Kang Hye-won debütierte am 22. Dezember 2021 unter ihrem Künstlernamen Hyewon als Solo-Sängerin. Vorrangig ist sie aber als Filmschauspielerin tätig.
Choi Ye-na, bekannt unter ihrem Künstlernamen Yena, debütierte am 17. Januar 2022 als Solo-Sängerin. In der Webserie The World of My 17 (Season 2) spielte sie 2021 die Hauptrolle der Oh Na-ri. Yena nahm an mehreren TV- und Web-Shows teil.
Lee Chae-yeon, auch bekannt unter Chaeyeon, debütierte am 12. Januar 2022 als Solistin und hat bisher drei Mini-Alben und ein Single-Album veröffentlicht.
Kim Chae-won (Künstlername Kim Chaewon) steht seit dem 14. März 2022 bei Source Music unter Vertrag. Sie debütierte am 2. Mai 2022 als Mitglied und Team leader von Le Sserafim.
Kim Min-ju verließ am 1. September 2022 ihre Agentur Urban Works und unterschrieb als Schauspielerin bei Management SOOP. Minju spielte im Jahr 2022 die Hauptrolle im Historiendrama „The Forbidden Marriage“. Für ihre Rolle erhielt sie bei den MBC Drama Awards 2022 den Preis als beste Nachwuchsschauspielerin.
Yabuki Nako ging zurück zu ihrer japanischen Girlgroup HKT48. Am 16. Oktober 2022 gab sie ihren Austritt aus der Gruppe mit einem Abschlusskonzert bekannt, das am 1. April 2023 stattfand. Am 18. Juni 2023 gab Yakubi Nako bekannt, dass sie bei der japanischen Agentur Twin Planet unterschrieben hätte und fortan hauptsächlich als Schauspielerin tätig wäre.
Honda Hitomi ging ebenfalls zurück nach Japan zu ihrer Girlgroup AKB48. Am 28. Januar 2024 gab sie ihren Ausstieg aus der Gruppe mit einem Abschiedskonzert bekannt. Honda Hitomi verließ die japanische Agentur Mama & Son Entertainment am 1. Mai 2024 und wechselte zur südkoreanischen Agentur iNKODE Entertainment. Am 13. September 2024 gab die Agentur bekannt, dass Hitomi Mitglied und Team leader der neu gegründeten Girlgroup Say My Name ist. Say My Name debütierte am 16. Oktober 2024.
Jo Yu-ri, auch bekannt als Yuri, ist seit 2021 Solo-Sängerin und seit 2022 Schauspielerin. Ihr Solo-Debüt als Sängerin hatte sie am 7. Oktober 2021. Am 11. April 2022 wurde sie für ihre erste Schauspielrolle gecastet. Seit 2024 spielt sie die Rolle Kim Jun-hee in der 2. Staffel der Serie Squid Game.
Ahn Yu-jin kehrte als Trainee zu Starship Entertainment zurück. Unter ihrem Künstlernamen Yujin wurde sie am 2. November 2021 als Mitglied und Team leader der neuen Girlgroup Ive benannt. Ive debütierte am 1. Dezember 2021. Yujin trat bzw. tritt auch mehrfach als MC in Erscheinung.
Jang Won-young kehrte ebenfalls als Trainee zu Starship Entertainment zurück. Unter ihrem Künstlernamen Wonyoung wurde sie am 4. November 2021 als Mitglied der neuen Girlgroup Ive bekannt gegeben. Ive debütierte am 1. Dezember 2021. Wonyoung trat bzw. tritt auch mehrfach als MC auf.

## Diskografie

### Studioalben
| Jahr                 | Titel Musiklabel                      | Höchstplatzierung, Gesamtwochen, AuszeichnungChartplatzierungen (Jahr, Titel, Musiklabel, Platzierungen, Wochen, Auszeichnungen, Anmerkungen) | Höchstplatzierung, Gesamtwochen, AuszeichnungChartplatzierungen (Jahr, Titel, Musiklabel, Platzierungen, Wochen, Auszeichnungen, Anmerkungen) | Anmerkungen                                                |
| Jahr                 | Titel Musiklabel                      | KR | JP | Anmerkungen                                                |
| -------------------- | ------------------------------------- | --- | --- | ---------------------------------------------------------- |
| Südkoreanische Alben |                                       | | |                                                            |
|                      |                                       | | |                                                            |
| 2020                 | Bloom*Iz Off the Record Entertainment | KR2 Platin · (24 Wo.)KR | JP3 (4 Wo.)JP | Erstveröffentlichung: 17. Februar 2020 Verkäufe: + 250.000 |
| Japanische Alben     |                                       | | |                                                            |
|                      |                                       | | |                                                            |
| 2020                 | Twelve Universal Music Japan          | — | JP1 Gold · (13 Wo.)JP | Erstveröffentlichung: 21. Oktober 2020 Verkäufe: + 100.000 |

### EPs
| Jahr               | Titel Musiklabel                                 | Höchstplatzierung, Gesamtwochen, AuszeichnungChartplatzierungen (Jahr, Titel, Musiklabel, Platzierungen, Wochen, Auszeichnungen, Anmerkungen) | Höchstplatzierung, Gesamtwochen, AuszeichnungChartplatzierungen (Jahr, Titel, Musiklabel, Platzierungen, Wochen, Auszeichnungen, Anmerkungen) | Anmerkungen                                                |
| Jahr               | Titel Musiklabel                                 | KR | JP | Anmerkungen                                                |
| ------------------ | ------------------------------------------------ | --- | --- | ---------------------------------------------------------- |
| Südkoreanische EPs |                                                  | | |                                                            |
|                    |                                                  | | |                                                            |
| 2018               | Color*Iz Off the Record Entertainment            | KR2 Platin · (81 Wo.)KR | JP1 (12 Wo.)JP | Erstveröffentlichung: 29. Oktober 2018 Verkäufe: + 250.000 |
| 2019               | Heart*Iz Off the Record Entertainment            | KR1 Platin · (88 Wo.)KR | JP4 (5 Wo.)JP | Erstveröffentlichung: 1. April 2019 Verkäufe: + 250.000    |
| 2019               | Oneiric Diary Off the Record Entertainment       | KR2 ×2Doppelplatin · (48 Wo.)KR | JP4 (6 Wo.)JP | Erstveröffentlichung: 15. Juni 2020 Verkäufe: + 500.000    |
| 2020               | One-reeler / Act IV Off the Record Entertainment | KR1 Platin · (13 Wo.)KR | JP8 (5 Wo.)JP | Erstveröffentlichung: 7. Dezember 2020 Verkäufe: + 250.000 |
| Japanische EPs     |                                                  | | |                                                            |
|                    |                                                  | | |                                                            |
| 2019               | Suki to Iwasetai EMI                             | — | — | Erstveröffentlichung: 5. Februar 2019                      |
| 2019               | Buenos Aires Universal Music                     | — | — | Erstveröffentlichung: 26. Juni 2019                        |
| 2019               | Vampire EMI                                      | — | — | Erstveröffentlichung: 25. September 2019                   |

### Singles
| Jahr                   | Titel Album                                       | Höchstplatzierung, Gesamtwochen, AuszeichnungChartplatzierungen (Jahr, Titel, Album, Platzierungen, Wochen, Auszeichnungen, Anmerkungen) | Höchstplatzierung, Gesamtwochen, AuszeichnungChartplatzierungen (Jahr, Titel, Album, Platzierungen, Wochen, Auszeichnungen, Anmerkungen) | Anmerkungen                                                  |
| Jahr                   | Titel Album                                       | KR | JP | Anmerkungen                                                  |
| ---------------------- | ------------------------------------------------- | --- | --- | ------------------------------------------------------------ |
| Südkoreanische Singles |                                                   | | |                                                              |
|                        |                                                   | | |                                                              |
| 2018                   | La Vie en Rose Color*Iz                           | KR14 (37 Wo.)KR | JP— Gold (Streaming)JP | Erstveröffentlichung: 29. Oktober 2018                       |
| 2019                   | Violeta (비올레타) Heart*Iz                       | KR18 (29 Wo.)KR | — | Erstveröffentlichung: 1. April 2019                          |
| 2020                   | Fiesta Bloom*Iz                                   | KR3 (53 Wo.)KR | JP— Gold (Streaming)JP | Erstveröffentlichung: 17. Februar 2020                       |
| 2020                   | Secret Story of the Swan (환상동화) Oneiric Diary | KR6 (18 Wo.)KR | — | Erstveröffentlichung: 15. Juni 2020                          |
| 2020                   | Panorama One-reeler / Act IV                      | KR22 (33 Wo.)KR | JP— Gold (Streaming)JP | Erstveröffentlichung: 7. Dezember 2020                       |
| Japanische Singles     |                                                   | | |                                                              |
|                        |                                                   | | |                                                              |
| 2019                   | Suki to Iwasetai (好きと言わせたい) Twelve        | — | JP2 Platin · (29 Wo.)JP | Erstveröffentlichung: 6. Februar 2019 Verkäufe: + 250.000    |
| 2019                   | Buenos Aires Twelve                               | — | JP1 Platin · (18 Wo.)JP | Erstveröffentlichung: 26. Juni 2019 Verkäufe: + 250.000      |
| 2019                   | Vampire Twelve                                    | — | JP1 Gold · (18 Wo.)JP | Erstveröffentlichung: 25. September 2019 Verkäufe: + 100.000 |
| 2020                   | Beware Twelve                                     | — | — | Erstveröffentlichung: 2020                                   |

### Auszeichnungen für Musikverkäufe
Anmerkung: Auszeichnungen in Ländern aus den Charttabellen bzw. Chartboxen sind in ebendiesen zu finden.
| Land/RegionAuszeichnungen für Musikverkäufe (Land/Region, Auszeichnungen, Verkäufe, Quellen) | Gold     | Platin     | Verkäufe  | Quellen          |
| -------------------------------------------------------------------------------------------- | -------- | ---------- | --------- | ---------------- |
| Japan (RIAJ)                                                                                 | 5× Gold5 | 2× Platin2 | 700.000   | riaj.or.jp JP2 a |
| Südkorea (KMCA)                                                                              | —        | 6× Platin6 | 1.500.000 | circlechart.kr   |
| Insgesamt                                                                                    | 5× Gold5 | 8× Platin8 |           |                  |

## Auszeichnungen

### Preisverleihungen
2018
- Asia Artist Awards – Rookie Award[52]
- Mnet Asian Music Awards
  - Best New Female Artist[53]
  - New Asian Artist[54]

2019
- V Live Awards – Rookie Top 5[55]
- Golden Disc Awards – Rookie of the Year[56]
- Seoul Music Awards – Rookie Award[57]
- Gaon Chart Music Awards – New Artist of the Year (Album)[58]
- M2 X Genie Music Awards[59]
  - The Performing Artist Female
  - The Most Popular Artist
- V Live V Heartbeat Awards – V Live Global Artist Top 12[60]

2020
- Japan Gold Disc Awards[61]
  - New artist of the year
  - Best 3 new artist
- Soribada Best K-Music Awards[62]
  - Bonsang Award
  - Global Hot Trend Award
- Asia Artist Awards[63]
  - AAA Potential
  - AAA Best Musician
- Melon Music Awards – Top 10 Artist[64]
- Mnet Asian Music Awards – Favorite Female Group[65]
- The Fact Music Awards – This Year’s Artist[66]
- APAN Awards[67]
  - Top 10 Artist
  - Idol Champ Fan’s Pick (Group)

2021
- Gaon Chart Music Awards – Hot Performance of the Year[68]
- Seoul Music Awards – Bonsang[69]

2022
- Gaon Chart Music Awards – Artist of the Year Physical Album (One-reeler / Act IV)[70]

### Musikshows
| Jahr | Datum        | Titel                    |
| ---- | ------------ | ------------------------ |
| 2020 | 28. Juni     | Secret Story of the Swan |
| 2020 | 20. Dezember | Panorama                 |

| Jahr | Datum        | Titel                    |
| ---- | ------------ | ------------------------ |
| 2018 | 8. November  | La Vie en Rose           |
| 2019 | 11. April    | Violeta                  |
| 2019 | 18. April    | Violeta                  |
| 2020 | 27. Februar  | Fiesta                   |
| 2020 | 25. Juni     | Secret Story of the Swan |
| 2020 | 17. Dezember | Panorama                 |
| 2020 | 24. Dezember | Panorama                 |

| Jahr | Datum        | Titel                    |
| ---- | ------------ | ------------------------ |
| 2019 | 12. April    | Violeta                  |
| 2020 | 26. Juni     | Secret Story of the Swan |
| 2020 | 18. Dezember | Panorama                 |

| Jahr | Datum       | Titel                    |
| ---- | ----------- | ------------------------ |
| 2019 | 10. April   | Violeta                  |
| 2019 | 17. April   | Violeta                  |
| 2020 | 26. Februar | Fiesta                   |
| 2020 | 24. Juni    | Secret Story of the Swan |

| Jahr | Datum    | Titel                    |
| ---- | -------- | ------------------------ |
| 2020 | 27. Juni | Secret Story of the Swan |

| Jahr | Datum        | Titel                    |
| ---- | ------------ | ------------------------ |
| 2018 | 13. November | La Vie en Rose           |
| 2018 | 20. November | La Vie en Rose           |
| 2019 | 9. April     | Violeta                  |
| 2019 | 16. April    | Violeta                  |
| 2020 | 25. Februar  | Fiesta                   |
| 2020 | 3. März      | Fiesta                   |
| 2020 | 23. Juni     | Secret Story of the Swan |
| 2020 | 30. Juni     | Secret Story of the Swan |
| 2020 | 15. Dezember | Panorama                 |